# Mitromorpha carpenteri
Mitromorpha carpenteri é uma espécie de gastrópode do gênero Mitromorpha, pertencente a família Mitromorphidae.